# Rouwen Hennings
Rouwen Hennings (Bad Oldesloe, Nyugat-Németország, 1987. augusztus 28. –) német labdarúgó, aki jelenleg a Fortuna Düsseldorfban játszik, csatárként.

## Pályafutása
Hennings szülővárosa csapata, a VfL Oldesloe ifiakadémiáján kezdett el futballozni, majd 2001-ben csatlakozott a Hamburger SV akadémiájához. 2005-ben került fel a felnőtt csapathoz, de főleg a negyedosztályban szereplő második csapatban szerepelt, mielőtt 2007. júliusában a teljes szezonra a másodosztályú VfL Osnabrückhöz igazolt volna kölcsönben. Nem volt eredményes idénye, minden sorozatot egybevéve 30 alkalommal lépett pályára a csapatban, de csak két gólt szerzett. A 2008/09-es idényt ismét a másodosztályban töltötte kölcsönben, ezúttal az FC St. Paulinál. 21 mérkőzésen ismét csak két gólig jutott, de 2009 júliusában a St. Pauli úgy döntött, hogy véglegesen leigazolja, 200 ezer euróért.
Három évet töltött a klubnál és tagja volt annak a csapatnak, mely a 2009/10-es szezonban másodikként végezve feljutott a Bundesligába. Az élvonalban töltött egyetlen szezonban Hennings nem tudott jó teljesítményt nyújtani, 16 meccsen mindössze egyszer talált be. A következő idényben nem sikerült bekerülnie az FC St. Pauli kezdőjébe, ezért 2012 januárjában ismét kölcsönadták a VfL Osnabrücknek, mely akkor a harmadosztályban szerepelt. Hennings meglehetősen eredményes volt, 17 meccsen öt gólt szerzett.
2012 júniusában a harmadosztályú Karlsruher SC 50 ezer euróért leigazolta Henningset. Első szezonjában kilenc találattal járult hozzá ahhoz, hogy csapata bajnokként feljutott a másodosztályba. A csapat jól szerepelt a 2013/14-es évadban, az ötödik helyen zárt, melyhez Hennings tíz gólja is hozzájárult. Utolsó szezonjában gólkirály lett a másodosztályban, 17 találattal és bejuttatta csapatát a feljutásért vívott rájátszásba, de ott végül kikapott.
2015 nyarán Európa szerte komoly érdeklődést mutatkozott Henningsért, a Hamburger SV és az SV Werder Bremen mellett a görög PAÓK is érdeklődött iránta. Az angol másodosztályban szereplő Sheffield Wednesday ajánlatot is tett érte, melyet a Karlsruher SC elutasított. Végül mégis a Championshipben folytatta pályafutását, miután 2015 augusztusában a Burnley ismeretlen összeg ellenében leigazolta. Első gólját 2015. november 28-án, a Cardiff City ellen szerezte.

## Válogatott pályafutása
Henningset 2005 októberében hívták meg először a német U19-es válogatottba. Ott összesen öt mérkőzésen szerepelt és két gólt szerzett, mindkettőt egy Görögország elleni Eb-selejtezőn. 2007-ben három alkalommal szerepelt az U20-as válogatottban, egy-egy gólt szerezve Svájc és Ausztria ellen. Az U21-es csapatban 2007 februárjában debütált, Olaszország ellen. Rendszeresen lehetőséget kapott a 2009-es U21-es Eb selejtezőiben, ahol holtversenyben gólkirályként végzett, hét találattal, de a tornára induló csapatban nem kapott helyet.

## Sikerei

### FC St. Pauli
- A 2. Bundesliga második helyezettje: 2009/10

### Karlsruher SC
- A 3. Liga bajnoka: 2012/13

### Burnley
- A Football League Championship bajnoka: 2015/16

## Külső hivatkozások
- Statisztikái a FussballDaten.de-n
- Rouwen Hennings pályafutásának statisztikái a Soccerbase oldalon (angolul)